# المیرا ثمینی پور
المیرا ثمینی پور  ) مدیر تیم‌های ملی فوتبال و فوتسال بانوان، دارای مدرک داوری درجه ۳ فوتبال و والیبال و دانشجوی رشتهٔ حقوق می‌باشد. وی از سال ۱۳۸۵ فعالیت خود را در فدراسیون فوتبال اغاز کرده‌است. او سرپرستی تیم ملی فوتسال بانوان در مسابقات داخل سالن ویتنام، مسابقات فوتبال زیر ۱۳ سال در سریلانکا و تورنمنت بین اللمللی روسیه بر عهده داشت.
هم چنین وی به مدت ۱۳ ماه به عنوان رئیس دفتر رئیس فدراسیون فوتبال فعالیت داشته‌است.